# 克什特姆
55°42′N 60°33′E / 55.700°N 60.550°E
克什特姆（俄语：Кышты́м）是俄羅斯車里雅賓斯克州北部的一個城市，距車里雅賓斯克90公里。2023年時人口為35,325人。
克什特姆於1757年建立。1934年正式設市。
1. ↑  .   [2024-08-25]. （原始内容存档于2023-10-05）.